# NGC 589
NGC 589 é uma galáxia espiral (S0-a) localizada na direcção da constelação de Cetus. Possui uma declinação de -12° 02' 32" e uma ascensão recta de 1 horas, 32 minutos e 39,9 segundos.
A galáxia NGC 589 foi descoberta em 1886 por Frank Müller.